# Phanerotoma ghesquierei
Phanerotoma ghesquierei är en stekelart som beskrevs av De Saeger 1948. Phanerotoma ghesquierei ingår i släktet Phanerotoma och familjen bracksteklar. Inga underarter finns listade i Catalogue of Life.